# Pierre Bordaçarre
Pour les articles homonymes, voir Bordaçarre.
Pierre Bordaçarre dit Etxahun Iruri, né le 30 mai 1908 à Trois-Villes et mort le 1er octobre 1979 à Pau, est un écrivain, bersolari, pastoralier, musicien et académicien basque.
Cet agriculteur et berger a écrit de nombreux bertsos et pastorales dont la chanson Agur Xiberua (« Salut la Soule »).

## Biographie
Originaire du village de Trois-Villes en Soule, il fut membre de l'Académie de la langue basque.

## Œuvres

### Chansons
- Agur Xiberua, 1946 ;
- Goizian argi hastian ;
- Anaia etxen da ezkuntü, plus connu avec l'interprétation de Benito Lertxundi avec le titre Oi ama Eskual Herri ;
- Laida pilotaria ;
- De Trevilleren azken hitzak.

### Pastorales
- Etxahun Koblakari, 1953, Barkoxe ;
- Matalaz, 1955, Eskiulan ;
- Berterretx, 1958, Maule eta Ligin ;
- Zantxo Azkarra, 1963, Gotaine-Irabarnen ;
- Iruriko Jaun Kuntea ou Le Comte de Tréville, 1966, Iruri et Maulen ;
- Txikito Kanbo, 1967, Maule et Donostian ;
- Pette Beretter, 1973, Gotaine-Irabarnen ;
- Ximena, 1979, Atharratze, Iruri ;
- Iparragirre, 1980, Urdiñarben.